# Ofrenda floral a Sarmiento
La Ofrenda floral a Sarmiento es un altorrelieve sobre mármol realizado en 1915 por el francés Émile Peynot que representa al famoso estadista argentino Domingo Faustino Sarmiento recibiendo flores de un grupo de niños. 
Se  inauguró en 1938 en El Rosedal del Parque 3 de Febrero, en Buenos Aires, Argentina.

## Historia
Obra realizada en 1915 por Émile Edmond Peynot, fue inaugurada el 9 de septiembre de 1938 gracias a la donación de la Comisión Pro Mausoleo a Sarmiento, que la había adquirido con la idea de utilizarla en un mausoleo a Sarmiento que iba a emplazarse en el Parque Chacabuco.
Desde que se la inauguró recibió variados atentados, como bombas de alquitrán, inscripciones y hasta la voladura de la parte posterior de la cabeza de Sarmiento mediante un explosivo. Debido a esto, en 1987, se decidió retirarla para su restauración por parte del escultor Blas S. Gurrieri. La cabeza de Sarmiento fue entonces reproducida en mármol por el escultor Noé Da Prato. Recién en 1997, la escultura de 18 toneladas fue vuelta a poner en su sitio.
Es la obra preferida en la ciudad cuando se trata de hacerle homenajes al prócer, pues el otro monumento realizado por Auguste Rodin, que también se halla en el parque, ha sido criticado por la poca similitud física que tiene con el gran estadista. 

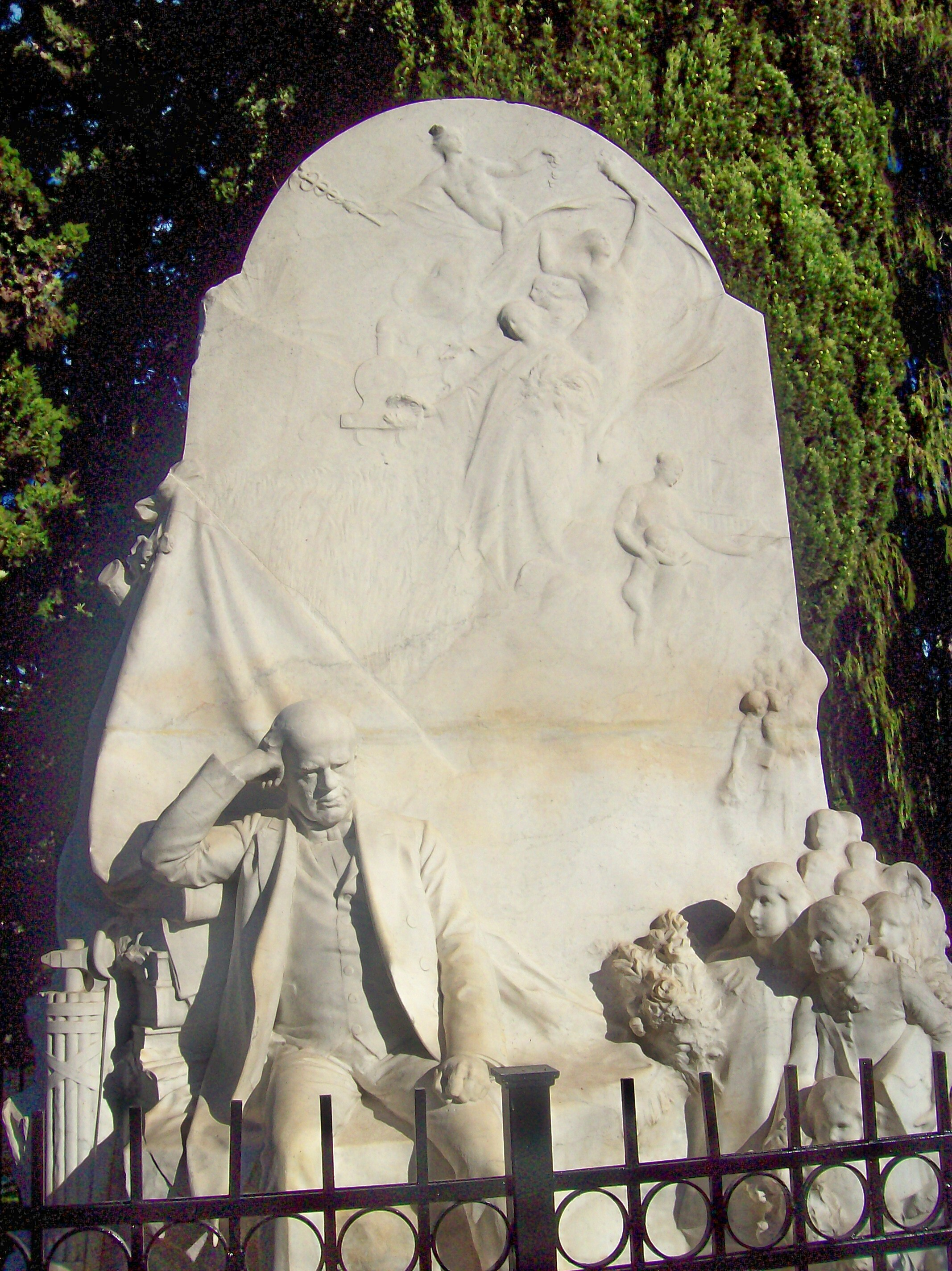
Obra de Émile Edmond Peynot

## Descripción

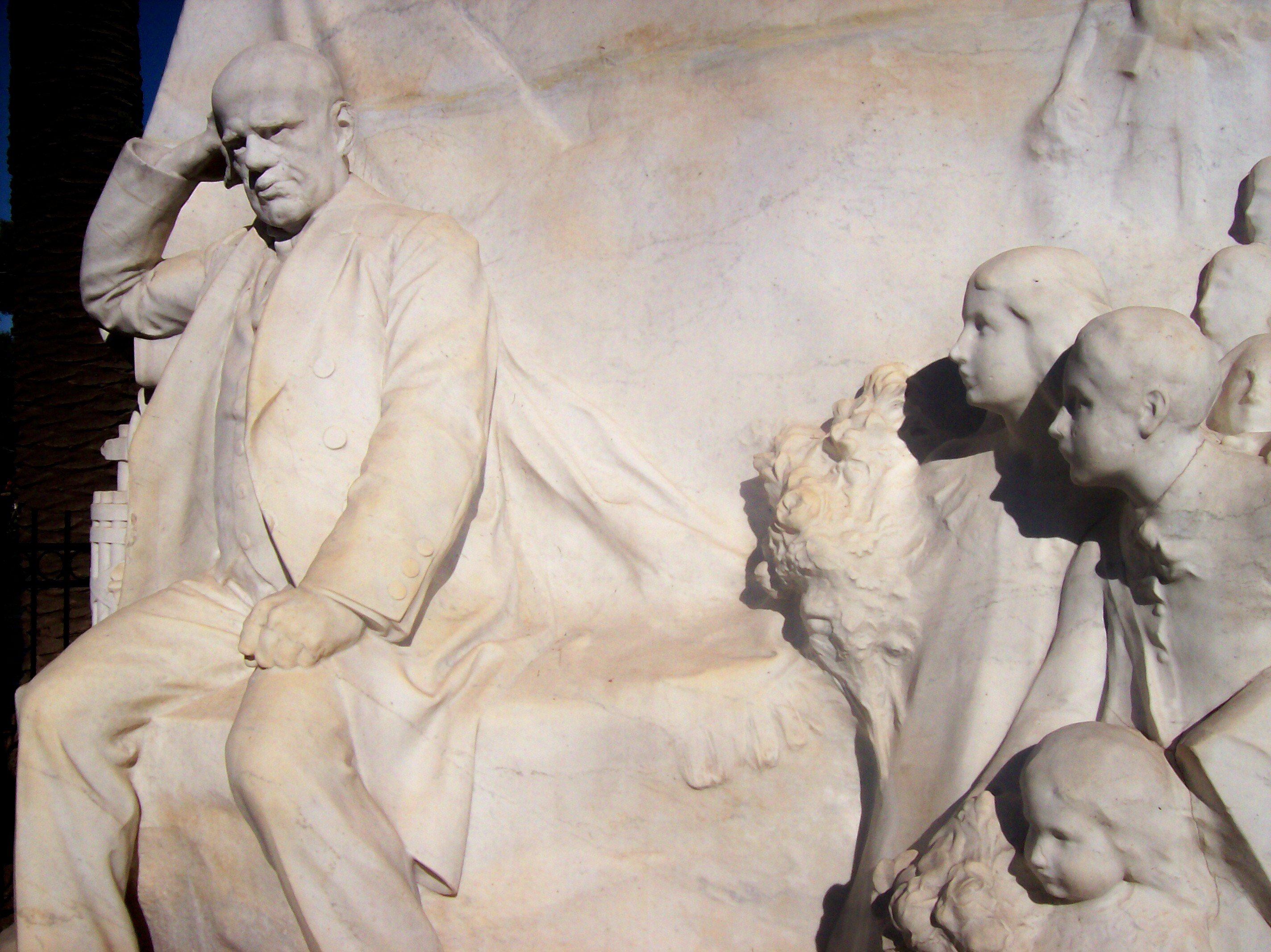
La parte posterior de la cabeza de Sarmiento debió ser rehecha luego de un acto vandálico.

Se trata de un altorrelieve realizado en mármol de Carrara en el que se observa a Sarmiento sentado, con semblante pensativo, mientras un grupo de niños lo homenajea entregándole un conjunto de flores.
Una placa en el piso dice:

El pueblo y gobierno de Chile al gran pensador de América".

Se encuentra emplazada donde culmina el camino de la Glorieta del Rosedal y para protegerla de los ataques vandálicos se le ha construida una reja.